# 云州区
云州区位于中国山西省北部，大同盆地东北，桑干河上游，是大同市所辖的一个市辖区。區人民政府駐西坪鎮坪邑東街1號。

## 历史沿革
汉朝置平城县；唐代为云中县；辽重熙十七年（1048年），析云中县地置大同县。
1954年与怀仁县合并，称大仁县。1959年11月划为古城区，后改为大同县，归大同市管辖。1965年8月又划归雁北地区，1993年又归大同市管辖。
2018年2月9日，国务院批复大同市部分行政区划调整，撤销大同县，设立大同市云州区，以原大同县的行政区域为云州区的行政区域，云州区人民政府驻西坪镇坪邑东街1号。

## 行政区划
云州区下辖3个镇、6个乡：
西坪镇、倍加造镇、周士庄镇、吉家庄乡、峰峪乡、杜庄乡、党留庄乡、聚乐堡乡和许堡乡。

## 人口民族
根據第七次人口普查數據，截至2020年11月1日零時，雲州區常住人口為151087人。

## 旅游资源
- 大同火山群
- 大同土林
- 吕家大院
- 册田水库
- 许堡古城
- 昊天寺
- 大同睡佛
- 采凉山

## 著名人物
- 李殿林